# Le Dos au mur (film, 1958)
Pour les articles homonymes, voir Le Dos au mur.
Pour plus de détails, voir Fiche technique et Distribution.
Le Dos au mur est un film noir français réalisé par Édouard Molinaro, sorti en 1958.

## Synopsis
L'industriel Jacques Decrey aime profondément sa femme, Gloria. Un jour, il découvre qu'elle a un amant et décide de la faire chanter sous un nom d'emprunt, Louis Berthier, puis de faire passer son amant, un jeune comédien du nom de Yves Normand, pour le maître chanteur.
Il arrive à fournir la fausse preuve à Gloria que le maitre chanteur n'est autre qu'Yves. Croyant que l'homme qu'elle aime l'a trahie, elle tente de se suicider mais au moment où Yves veut la désarmer, elle le tue accidentellement. Pour éviter les ennuis, Jacques enterre le corps dans un mur de construction de son usine. Un beau matin de Noël, Gloria tombe sur un passeport de Jacques, au nom de Louis Berthier. Ayant compris toute la mise en scène, elle se suicide, après avoir écrit une lettre à la police, dans laquelle elle dénonce Jacques comme étant l'auteur du crime…

## Fiche technique
Sauf indication contraire, les informations mentionnées dans cette section peuvent être confirmées par la base de données cinématographiques Unifrance,  présente dans la section « Liens externes ».
- Titre original : Le Dos au mur[1]
- Réalisation : Édouard Molinaro
  - Assistant : Claude Sautet
- Scénario : Frédéric Dard, Jean-Louis Roncoroni, Jean Redon, d'après le roman de Frédéric Dard Délivrez-nous du mal
  - Adaptation : Frédéric Dard, Jean Redon, François Chavane
- Décors : Georges Lévy
- Photographie : Robert Lefebvre
- Ingénieur du son : Pierre-André Bertrand
- Montage : Monique Isnardon, Robert Isnardon
- Musique : Richard Cornu
- Producteur : Alain Poiré, François Chavane
- Sociétés de production : Cinéphonic, Gaumont
- Société de distribution : Gaumont
- Pays de production :  France[1]
- Langue originale : français
- Format : Noir et blanc  — 35 mm — 1,37:1 — son mono
- Durée : 93 minutes
- Genre : Film noir[1]
- Date de sortie : 
  - France : 7 mars 1958[1]

## Distribution
| - Gérard Oury : Jacques Decrey, le mari trompé et jaloux de Gloria - Jeanne Moreau : Gloria Decrey, la femme infidèle de Jacques - Philippe Nicaud : Yves Normand, un comédien sans emploi, l'amant de Gloria - Jean Lefebvre : Mauvin, un détective privé engagé par Decrey - Micheline Luccioni : la postière - Claire Maurier : Ghislaine, une tenancière de bar, l'ex-maîtresse d'Yves - Jean Michaud : le ministre - Albert Michel : le concierge de l'immeuble d'Yves - Colette Renard : Josiane Mauvin, la femme adultère du détective privé - René Berthier : le prêtre - Robert Le Béal : Maître Lombard, l'avocat - Gérard Buhr : Mario - Jean-Marie Rivière : le second Corse - Pascal Mazzotti : Jérôme, le domestique des Decrey | - Bernard Musson : le client impatient à la poste (non crédité) - Paul Mercey : un invité des Decrey (non crédité) - Emile Genevois : le pompiste - Pierre Mirat : Monsieur Lacourt, un locataire - Jacqueline Noëlle : l'entraîneuse - Georges Cusin : le commissaire de police - Robert Bazil : un inspecteur de police - Yves Arcanel : un inspecteur de police - Jean Degrave : le bijoutier - Richard Francoeur : un invité des Decrey - René Lefèvre-Bel : un invité des Decrey - Françoise Honorat : un invité des Decrey - Joëlle Janin : une secrétaire - Jean Rapin : un serveur |

## Production
Les extérieurs ont été tournés de novembre à décembre 1957 à Paris et en région parisienne et les intérieurs sont filmés aux studios de Saint-Maurice.